# AtariAge
AtariAge é um site focado em videogames clássicos da Atari. O site apresenta notícias sobre jogos, arquivos históricos, fóruns de discussão e uma loja online tendo sido fundada em 1998.
Pegando o seu nome da revista Atari Age, que circulou de 1982-1984, o site abriga um banco de dados abrangente de videogames Atari, incluindo manuais, arte de embalagem, raridade estimada, capturas de tela, análises e outros detalhes, bem como arquivos da revista Atari Age. O site também abriga uma comunidade de desenvolvedores de homebrew para Atari e outros sistemas de videogames. Alguns dos jogos caseiros originalmente publicados pela AtariAge foram incluídos em compilações oficiais, como a Activision Anthology . 
A AtariAge foi adquirida pela Atari em setembro de 2023. O site permanecerá sob o controle de seu cofundador Albert Yarusso e da equipe de suporte.